# Изобильный сельсовет
Изобильный сельсовет — упразднённое сельское поселение в Соль-Илецком районе Оренбургской области Российской Федерации.
Административный центр — село Изобильное.

## История
Статус и границы сельского поселения установлены Законом Оренбургской области от 2 сентября 2004 года № 1424/211-III-ОЗ «О наделении муниципальных образований Оренбургской области статусом муниципального района, городского округа, городского поселения, установлении и изменении границ муниципальных образований».
Упразднено в 2016 году.

## Население
| 2010 | 2012  | 2013  | 2014  | 2015  |
| ---- | ----- | ----- | ----- | ----- |
| 1561 | ↘1531 | ↘1530 | ↘1508 | ↗1531 |

## Состав сельского поселения
| № | Населённый пункт | Тип населённого пункта       | Население |
| - | ---------------- | ---------------------------- | --------- |
| 1 | Изобильное       | село, административный центр | 1283      |
| 2 | Цвиллинга        | железнодорожная станция      | 278       |